# Walterinnesia morgani
Walterinnesia morgani là một loài rắn trong họ Rắn hổ. Loài này được Mocquard mô tả khoa học đầu tiên năm 1905.